# Montemolín
Montemolín je španělská obec situovaná v provincii Badajoz (autonomní společenství Extremadura).

## Poloha
Obec je vzdálena 38,6 km od Zafry a 115 km od města Badajoz. Patří do okresu Tentudía a soudního okresu Zafra.

## Historie
Obec s archeologicky doloženým osídlením od doby keltské padla v 8. století do područí Maurů. Teprve za krále Alfonse IX. roku 1212 po vítězství v bitvě u Tolosy křesťanští bojovníci hnutí Reconquista získali zpět jihozápad Iberského poloostrova včetně Montemolína. Za krále Ferdinanda III. zde roku 1246 conquistadoři zbudovali strážní hrad a v něm usídlili Řád svatojakubských rytířů.
V roce 1834 se obec stala součástí soudního okresu Fuente de Cantos. V roce 1842 čítala obec 592 usedlostí a 2220 obyvatel.

## Demografie

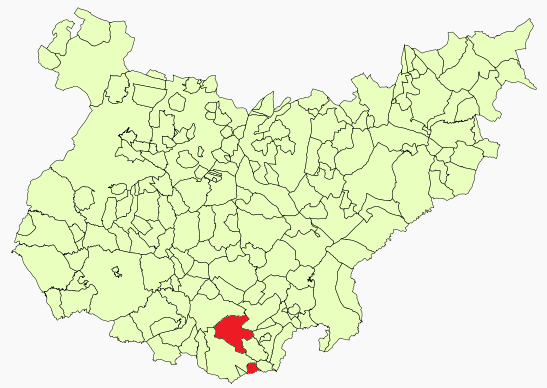
Poloha obce v provincii Badajoz

| Populace obce Montemolín z let (1842–2010) | Populace obce Montemolín z let (1842–2010) | Populace obce Montemolín z let (1842–2010) | Populace obce Montemolín z let (1842–2010) | Populace obce Montemolín z let (1842–2010) | Populace obce Montemolín z let (1842–2010) | Populace obce Montemolín z let (1842–2010) | Populace obce Montemolín z let (1842–2010) | Populace obce Montemolín z let (1842–2010) | Populace obce Montemolín z let (1842–2010) | Populace obce Montemolín z let (1842–2010) | Populace obce Montemolín z let (1842–2010) | Populace obce Montemolín z let (1842–2010) | Populace obce Montemolín z let (1842–2010) | Populace obce Montemolín z let (1842–2010) | Populace obce Montemolín z let (1842–2010) | Populace obce Montemolín z let (1842–2010) | Populace obce Montemolín z let (1842–2010) |
| ------------------------------------------ | ------------------------------------------ | ------------------------------------------ | ------------------------------------------ | ------------------------------------------ | ------------------------------------------ | ------------------------------------------ | ------------------------------------------ | ------------------------------------------ | ------------------------------------------ | ------------------------------------------ | ------------------------------------------ | ------------------------------------------ | ------------------------------------------ | ------------------------------------------ | ------------------------------------------ | ------------------------------------------ | ------------------------------------------ |
| 1842                                       | 1857                                       | 1860                                       | 1877                                       | 1887                                       | 1897                                       | 1900                                       | 1910                                       | 1920                                       | 1930                                       | 1940                                       | 1950                                       | 1960                                       | 1970                                       | 1981                                       | 1991                                       | 2001                                       | 2010                                       |
| 2 220                                      | 2 954                                      | 3 007                                      | 3 436                                      | 3 507                                      | 3 361                                      | 3 437                                      | 3 860                                      | 4 448                                      | 4 401                                      | 4 786                                      | 4 834                                      | 4 756                                      | 2 887                                      | 1 989                                      | 1 816                                      | 1 647                                      | 1 511                                      |